# Toyota TS050 Hybrid
De Toyota TS050 Hybrid is een racewagen van het Japanse automerk Toyota. De wagen voldoet aan de LMP1 Hybrid-vereisten van het FIA World Endurance Championship 2016. De 050 is de opvolger van de TS040 welke tussen 2014 en 2016 werd gebruikt. Naast de twin-turbo 2.4L V6-motor beschikt de auto over een hybride systeem van 8 megajoule, dat gebruikmaakt van lithium-ionbatterijen.

## 24 uur van Le Mans 2016
Tijdens de 24 uur van Le Mans 2016 leek Toyota voor de eerste maal in de historie de legendarische 24-uursrace te winnen. Kazuki Nakajima kreeg echter 6 minuten voor het einde van de race te kampen met technische problemen, en enige tijd op de start en finish stil stond. waardoor het beste resultaat voor de tweede ingeschreven Toyota de tweede positie in de race werd.

## 24 uur van Le Mans 2018
In 2018 heeft de TS050 Hybrid van Toyota de 24 uur van Le Mans gewonnen met Fernando Alonso, Sébastien Buemi en Kazuki Nakajima